# Kimiko Date-Krumm
Kimiko Date-Krumm (japansk: クルム伊達公子, født 28. september 1970 i Kyoto, Japan) er en professionel tennisspiller fra Japan.

## WTA-titler

### Single
| No. | Dato            | Turnering                           | Underlag                   | Finale-modstander       | Finale-resultat |
| --- | --------------- | ----------------------------------- | -------------------------- | ----------------------- | --------------- |
| 1.  | 12 April 1992   | Suntory Japan Open (1)              | Tokyo, Japan               | Sabine Appelmans        | 7-5, 3-6, 6–3   |
| 2.  | 11 April 1993   | Suntory Japan Open (2)              | Tokyo, Japan               | Stephanie Rottier       | 6–1, 6–3        |
| 3.  | 16 January 1994 | Peters New South Wales Open         | Sydney, Australia          | Mary Joe Fernandez      | 6–4, 6-2        |
| 4.  | 10 April 1994   | Japan Open Tennis Championships (3) | Tokyo, Japan               | Amy Frazier             | 7–5, 6–0        |
| 5.  | 5 February 1995 | Toray Pan Pacific Open              | Tokyo, Japan               | Lindsay Davenport       | 6–1, 6–2        |
| 6.  | 21 April 1996   | Japan Open (4)                      | Tokyo, Japan               | Amy Frazier             | 6-4, 7–5        |
| 7.  | 25 August 1996  | Toshiba Tennis Classic              | San Diego, California, USA | Arantxa Sánchez Vicario | 3-6, 6–3, 6–0   |